# Захарихино
Захарихино (Захарихина) — деревня в Торопецком районе Тверской области в составе Пожинского сельского поселения.

## География
Расположена примерно в 4 верстах к югу от деревни Наговье.

## История
В конце XIX — начале XX века деревня в Холмском уезде Псковской губернии.

## Население
| 2010 |
| ---- |
| 5    |